# Siradjan
Al-Siradjan (o simplement Siradjan, persa modern Sirjan  سیرجان) fou una de les principals ciutats del Kirman a l'edat mitjana. Fou la capital de la regió als segles VIII, IX i X fins que a l'època buwàyhida fou suplantada per Bardasir (Guwashir) coneguda també com a Shahr-i Kirman. El nom s'ha recuperat modernament i ara, com a Sirjan, és una ciutat i municipalitat de l'Iran, capital del comtat de Sirjan a la província de Kerman; el nom dou donat a la població de Saidabad proper a la ciutat medieval (que estaria al lloc del poble actual de Tajabad-e Kalaye Sang) a uns 9 km al sud-sud-est de Saidabad. La moderna ciutat tenia el 2005 una població estimada de 187.435 habitants.

## Història
Pròspera durant els primers temps de l'islam, tenia muralles, 8 portes, dos mercats, una font i alguns kans, i tot sembla que fou construït sota els safàrides Amr ibn al-Layth i el seu net Tahir. Perduda la capitalitat va continuar com a ciutat de certa importància (segons Yaqut al-Hamawí la segona ciutat de la província i diu que el seu nom popular era al-Kasran que vol dir "Dos Fortaleses") i centre de comerç en la ruta Siraz-Kirman i en la ruta al nord i al sud (cap al golf). A l'inici del segle xii el cap shabankara Kutb al-Din va agregar el districte al seu principat (Fars) però els Kutlughkhanides el van recuperar, encara que el van haver de disputar amb altres aspirants i finalment va passar als muzafàrides de Yedz i Kirman el 1343. Del 1387 al 1391 fou la capital del príncep Sultan Abu Ishaq. Fou assetjada pel fill de Tamerlà, Umar Shaykh i va resistir, però després fou ocupada pels timúrides el 1396 i devastada. Fou reconstruïda però el 1411 apareix assetjada altre cop per Iskandar ibn Umar Shaykh, governador timúrida del Fars i s'esmenta altres vegades al llarg del segle, però desapareix per causes desconegudes sota els safàvides.